# 谷津山古墳
谷津山古墳（やつやまこふん、柚木山神古墳（ゆのきやまのかみこふん）/谷津山1号墳）は、静岡県静岡市葵区柚木・春日・沓谷にある古墳。形状は前方後円墳。谷津山古墳群を構成する古墳の1つ。史跡指定はされていない。
旧駿河国の領域では最大規模の古墳で、4世紀代（古墳時代前期）の築造と推定される。

## 概要

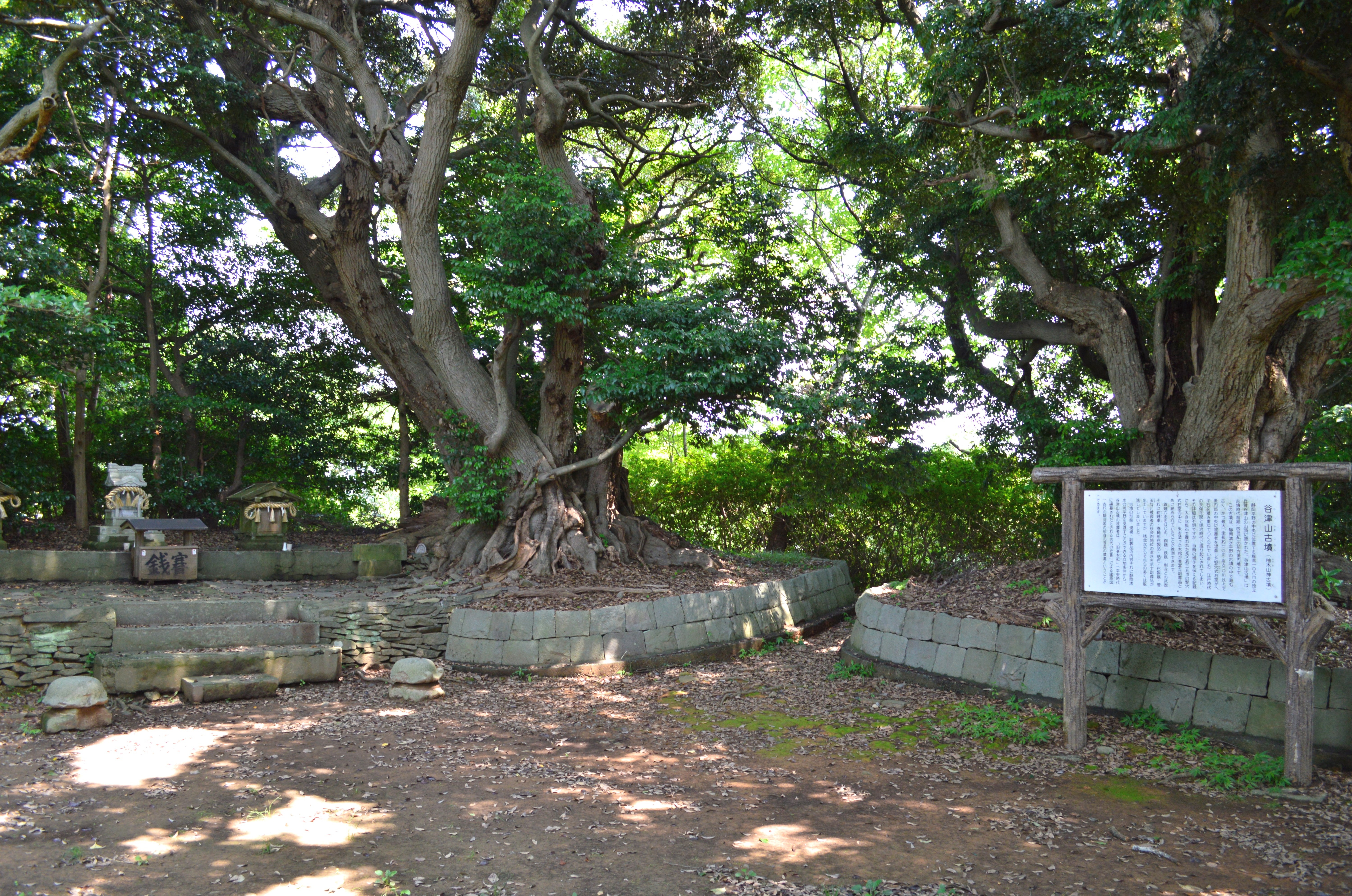
後円部墳頂

静岡市中心部の谷津山（標高108.1メートル）山頂に築造された大型前方後円墳である。現在は後円部に小祠が鎮座する。1881年（明治14年）の祠改築の際に地元住民により埋葬施設が発掘され、多くの遺物が出土している。その後、1988年（昭和63年）に静岡市教育委員会による測量調査が実施されている。
墳丘長は約110メートルを測り、旧駿河国の領域では最大規模になる。墳丘は3段築成。墳丘外表では葺石が認められるが、埴輪は認められていない。埋葬施設は竪穴式石室であったと推定される。副葬品として鏡6面のほか数多くの品々が出土したというが、ほとんどが散逸して現在は所在不明であり、一部が東京国立博物館に保管されている。
この谷津山古墳は、古墳時代前期の4世紀代の築造と推定される。静岡平野を一望する位置にあるが、特に巴川上流地域からの仰望が意識されたと推測される。また、『先代旧事本紀』「国造本紀」に見える廬原国造の首長墓とする説があり、巴川下流域の前期古墳群との関連も指摘される。

## 墳丘
墳丘の規模は次の通り。
- 墳丘長：約110メートル
- 後円部直径：約70メートル
- 前方部幅：約45メートル